# Tmavá
Tmava es un pueblo del municipio de Kuršumlija, Serbia. Según el censo de 2002, el pueblo tiene una población de 199 personas. 